# Koncertna dvorana Vatroslav Lisinski
Koncertna dvorana Vatroslav Lisinski, est une salle de concert et centre de congrès située à Zagreb en Croatie.
Elle abrite une salle de concert ou de congrès.

## Anecdote
- En 1990, la salle a accueilli le concours Eurovision de la chanson.